# Jardín botánico de Pinguela
El Jardín Botánico de A Pinguela o en gallego: Xardín Botánico da Pinguela, es un jardín botánico de unos 20 000 m² de extensión, perteneciente al Instituto de Enseñanza Media de A Pinguela de Monforte de Lemos en la comunidad autónoma de Galicia, España.

## Localización
Se encuentra en el Instituto de Enseñanza Media de A Pinguela en Monforte de Lemos, en la provincia de Lugo, Galicia, España.

## Historia
El jardín botánico A Pinguela es el resultado de los esfuerzos conjuntos de todos los alumnos del Instituto de Enseñanza Media de A Pinguela coordinados por los profesores del Departamento de Biología, que de un terreno baldío de 20.000 metros cuadrados, junto al instituto, consiguieron crear e inaugurar  el jardín botánico en 1987.
Los alumnos son los encargados de cuidar las plantas que aquí se encuentran. Al inicio del curso de cada nuevo alumno se le asigna uno de los especímenes del jardín botánico, del que se encargará de su cuidado, durante todos los cursos que permanezca en el centro.

## Colecciones
Aquí se encuentran más de 200 especies de árboles y arbustos, estando representadas todas las especies autóctonas de Galicia, así como plantas ornamentales de origen foráneo que se encuentran en la mayoría de los jardines del lugar.
Las plantas que aquí se encuentran son las correspondientes al biotopo mediterráneo continental, y las del biotopo atlántico. En el Jardín Botánico hay una estación meteorológica, un planetario y un invernaderocon un vivero.